# Cabrias del pique Arenas Blancas
Las Cabrias del Pique Arenas Blancas están ubicadas en la comuna de Coronel, en la región del Bío-Bío, Chile. Las cabrias se instalaron en 1956 por la compañía minera Schwager S.A. Su función era transportar carga de forma vertical mediante un sistema de poleas o un motor a vapor. El 25 de junio de 2008 fueron declaradas Monumento Nacional de Chile, en la categoría de Monumento Histórico, mediante el Decreto n.º 2218. Según el decreto:

«Las cabrias representan una mejora técnica con consecuencias favorables para los obreros y un compromiso con la industrialización por parte del los inversionistas, constituyéndose en un símbolo regional, tanto como factor histórico como identitario de la zona.»

## Historia

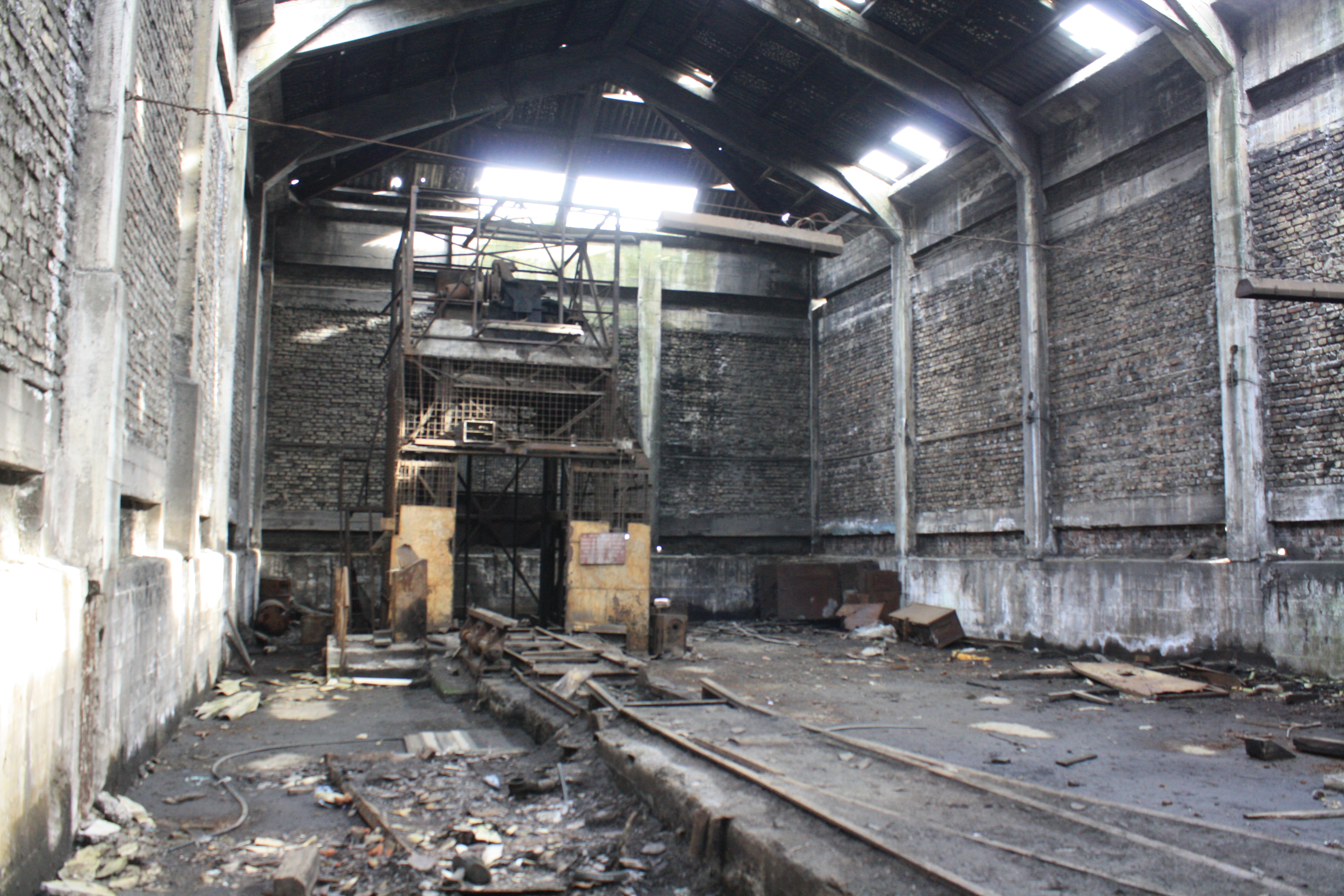
Torre exterior del pique

Hacia 1939, se originó una demanda de cobre en Europa debido a la Segunda Guerra Mundial, lo que significó el aumento de la demanda de carbón por parte de las mineras cupríferas. Sin embargo, las reservas de carbón en Coronel se estaban agotando, por lo que desde 1940 la compañía Schwager S. A. comenzó a importar maquinaría desde Estados Unidos que permitió extraer carbón a mayor profundidad. En 1942 se iniciaron los trabajos de excavación de una nueva mina, a cargo del ingeniero William Ward Belamy, que incluiría piques verticales de 950 metros de profundidad. La construcción acabó en 1956, fecha en que se instalaron las cabrias.
Fueron unos de los primeros adelantos tecnológicos utilizados por las minas carboníferas para sustituir la tracción manual o los animales de carga. Las cabrias poseen aproximadamente 35 metros de altura y están ubicadas en los piques N°1 y N°2; la primera es de hormigón armado y la segunda de estructura metálica. Mediante un sistema de poleas o de un motor a vapor, las cabrias elevaban o descendían una jaula que trasportaba a los mineros o a la producción carbonífera.
En 1961, Carbonífera Schwager S.A. experimentó un proceso de reorganización y modernización liderado por ingeniero William Ward, quien introdujo nuevas tecnologías en las galerías submarinas. En colaboración con el Superintendente de Minas Douglas Castillo Alfaro, desempeñaron un papel crucial en la conexión de galerías históricas, marcando un hito en la industria del carbón durante la década de los sesenta. Esta conexión, realizada desde el Pique Tesoro de Puchoco hasta las galerías de la nueva mina Piques Arenas Blancas, permitió el acceso a zonas previamente inexploradas o inaccesibles. Este logro abrió nuevas oportunidades para la extracción de carbón y contribuyó a ampliar la producción de la mina. En este caso particular, la conexión representó un hito histórico para la compañía minera Schwager.
El 30 de septiembre de 1994, 21 mineros murieron en una explosión de gas grisú a 990 metros bajo el nivel de mar. A causa del accidente, que se ubica entre los peores de la historia de Chile, la empresa optó por el cierre definitivo del yacimiento carbonífero.